# Collonges-et-Premières
Collonges-et-Premières ist eine französische Gemeinde mit 1067 Einwohnern (Stand: 1. Januar 2022) – nach Fusion – im Département Côte-d’Or in der Region Bourgogne-Franche-Comté. Sie gehört zum Dijon und zum Kanton Genlis.
Sie entstand als Commune nouvelle mit Wirkung vom 28. Februar 2019 durch die Zusammenlegung der bisherigen Gemeinde Collonges-lès-Premières und Premières, die in der neuen Gemeinde den Status einer Commune déléguée besitzen. Der Verwaltungssitz befindet sich im Ort Collonges-lès-Premières.

## Gliederung
| Ortsteil                                  | ehemaliger INSEE-Code | Fläche (km²) | Einwohnerzahl zum 1. Januar 2022 |
| ----------------------------------------- | --------------------- | ------------ | -------------------------------- |
| Collonges-lès-Premières (Verwaltungssitz) | 21183                 | 9,42         | 924                              |
| Premières                                 | 21507                 | 3,14         | 143                              |

## Lage
Collonges-et-Premières liegt etwa 16 Kilometer ostsüdöstlich von Dijon.
Nachbargemeinden sind Beire-le-Fort im Norden und Nordwesten, Longchamp im Norden, Lamarche-sur-Saône im Nordosten, Magny-Montarlot und Athée im Osten, Villers-les-Pots im Südosten Soirans im Süden, Pluvet im Südwesten sowie Longeault-Pluvault im Westen.

## Sehenswürdigkeiten

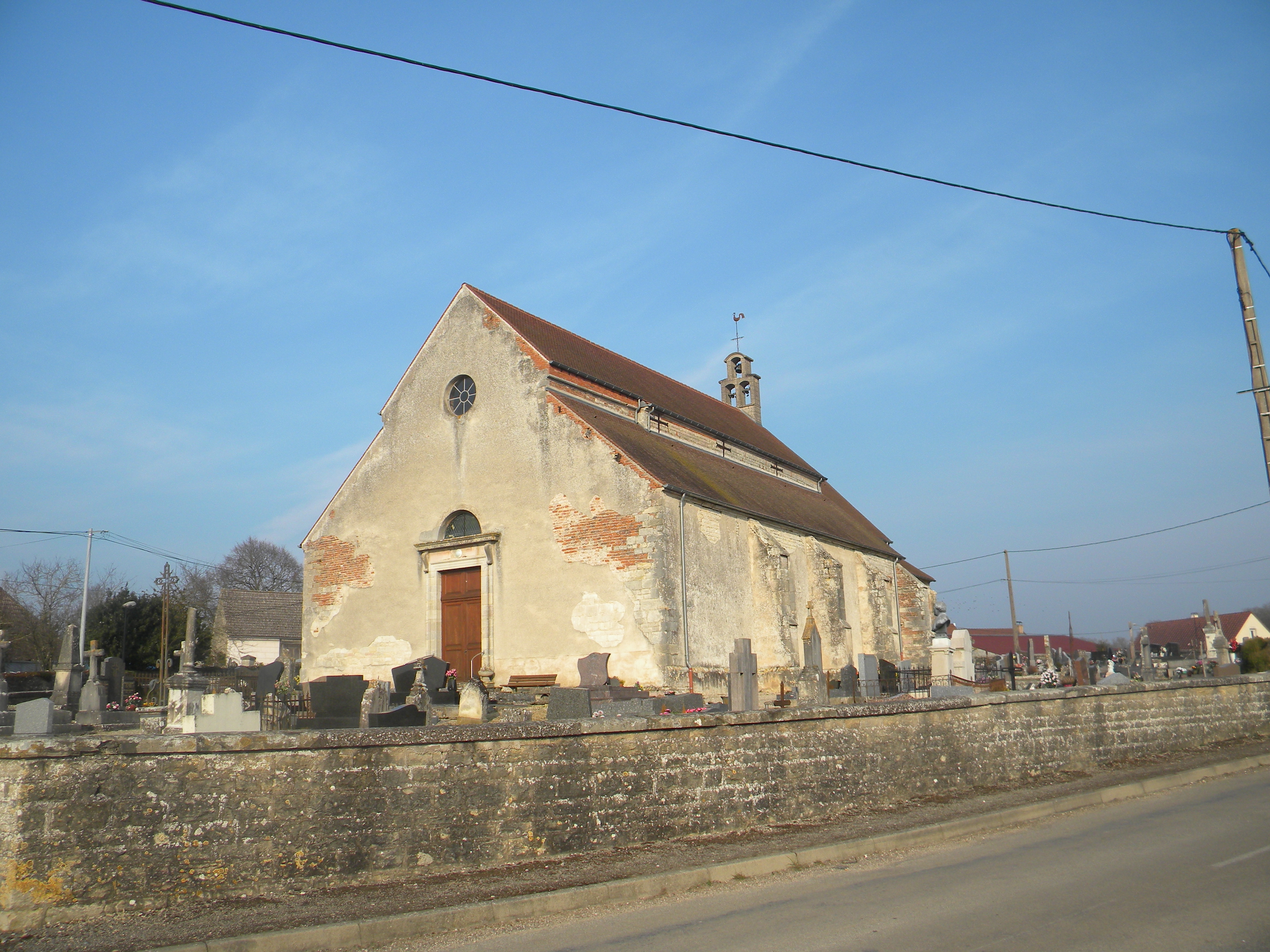
Kirche La Nativité-de-la-Vierge

- Kirche La Nativité-de-la-Vierge in Premières

## Nachweise
1. ↑  Erlass der Präfektur No. 21-2019-02-14-001 über die Bildung der Commune nouvelle Collonges et Premières vom 14. Februar 2019.
2. ↑  Französisches Statistikinstitut (www.insee.fr)